# Rabbie Namaliu

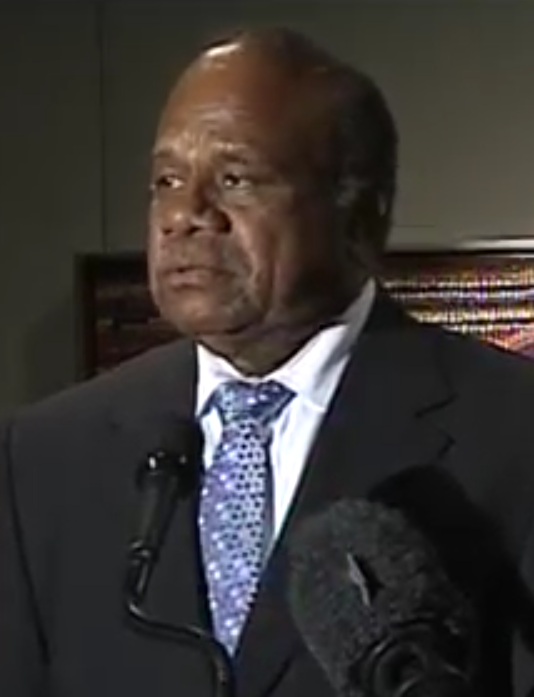
Rabbie Namaliu, 2012

Rabbie Langanai Namaliu (* 3. April 1947 in Kokopo, East New Britain, Territorium Neuguinea; † 31. März 2023 in Rabaul, East New Britain, Papua-Neuguinea) war Premierminister von Papua-Neuguinea von 1988 bis 1992.

## Werdegang
Rabbie Namaliu stammte aus East New Britain und gehörte dem Stamm der Tolai an. Er erhielt seine Ausbildung in Papua-Neuguinea und in Kanada, an der University of Victoria in Victoria, British Columbia. Vor seiner politischen Karriere war er an der Universität von Papua-Neuguinea Politikwissenschaftler.
1982 wurde er für den Wahlkreis Kokopo in das Parlament von Papua-Neuguinea gewählt. Bevor Namaliu  Premierminister wurde, war er von 1982 bis 1984 Außenminister in der Regierung von Michael Somare. Seit dieser Zeit verband ihn mit Somare, der Papua-Neuguinea 1975 in die Unabhängigkeit geführt hatte, ein gemeinsamer politischer Weg. Als Namaliu am 4. Juli 1988 die Regierung übernahm, wurde Somare sein Außenminister. Nach der verlorenen Wahl von 1992 wurde Namaliu mit Korruptionsvorwürfen konfrontiert, jedoch bald darauf entlastet. Er wurde 2002 Außenminister in der neuen Regierung von Michael Somare und bei einer Kabinettsumbildung am 12. Juli 2006 Finanzminister. Bei den Parlamentswahlen von 2007 verlor er den Wahlkreis Kokopo, den er seit 1982 ununterbrochen vertreten hatte, und seinen Sitz im Parlament.
Er war Witwer und hatte zwei erwachsene Söhne.